# 614 (číslo)
Šest set čtrnáct je přirozené číslo. Následuje po čísle šest set třináct a předchází číslu šest set patnáct. Římskými číslicemi se zapisuje DCXIV a řeckými číslicemi χιδ.

## Matematika
614 je:
- Deficientní číslo
- Poloprvočíslo
- Nešťastné číslo

## Astronomie
- (614) Pia je planetka hlavního pásu, kterou objevil v roce 1906 August Kopff

## Roky
- 614
- 614 př. n. l.